# Congregação Shearith Israel

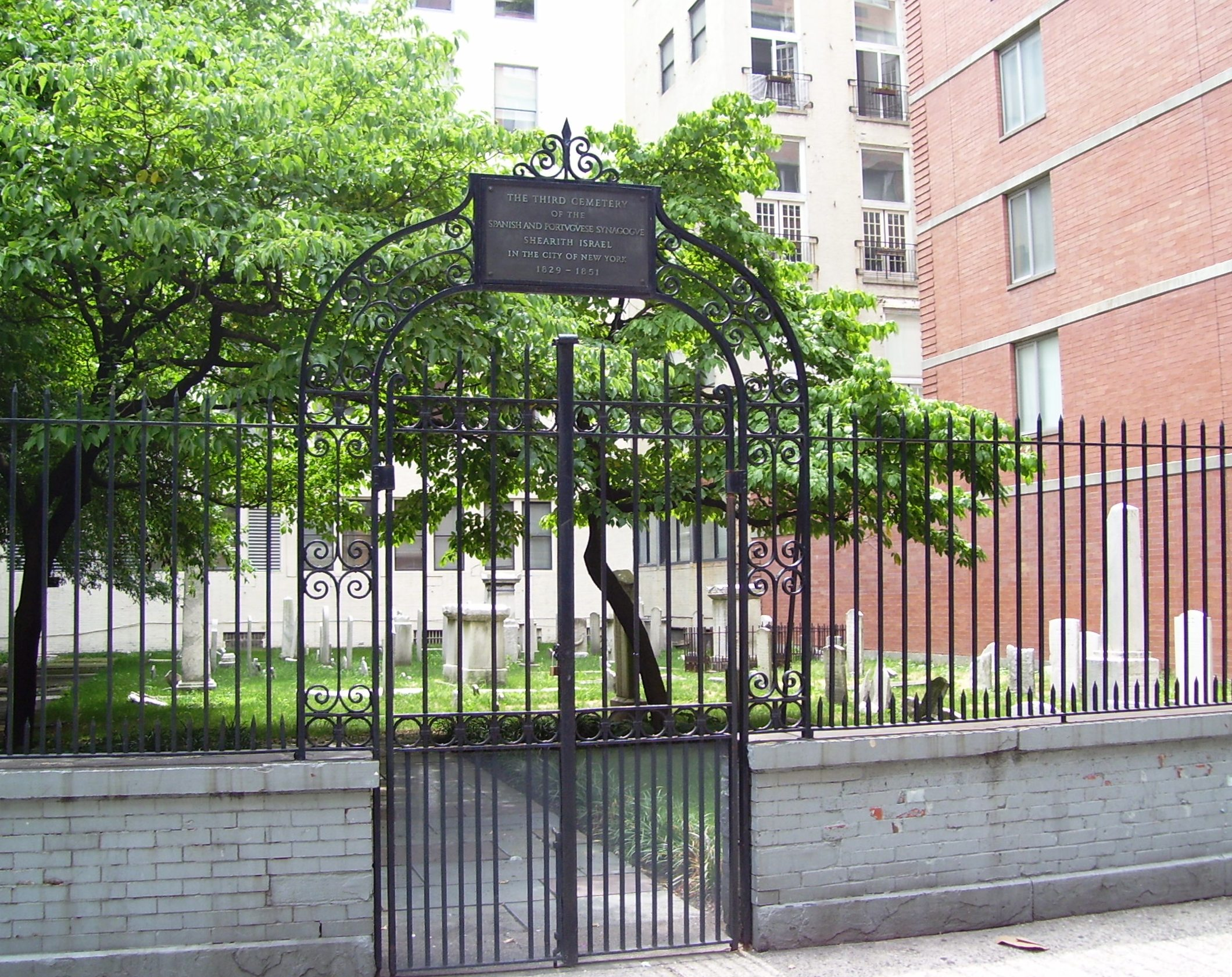
O terceiro cemitério da sinagoga (1829-1851), em West 21st Street perto da Sexta Avenida

A Congregação Shearith Israel (em hebraico: קהילת שארית ישראל Kehilat She'arit Yisra'el "Congregação Remanescente de Israel") — freqüentemente chamada de Sinagoga Espanhola e Portuguesa — é a mais antiga congregação judaica nos Estados Unidos. Foi fundada em 1654 em New Amsterdam por judeus vindos do Brasil holandês. Até 1825, quando imigrantes judeus da Alemanha estabeleceram uma congregação, era a única congregação judaica na cidade de Nova York.
A sinagoga ortodoxa, que segue a liturgia sefardita, está localizada no Central Park West na 70th Street, no Upper West Side de Manhattan. A congregação ocupa seu atual edifício neoclássico desde 1897.

## Edifícios de fundação e sinagoga

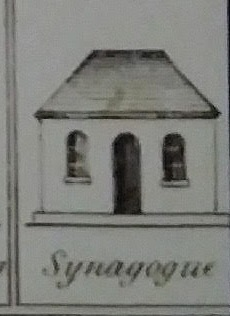
A sinagoga de Mill Street, detalhe da seção "Edifícios religiosos de Nova York" em Um plano da cidade e arredores de Nova York por David Grim

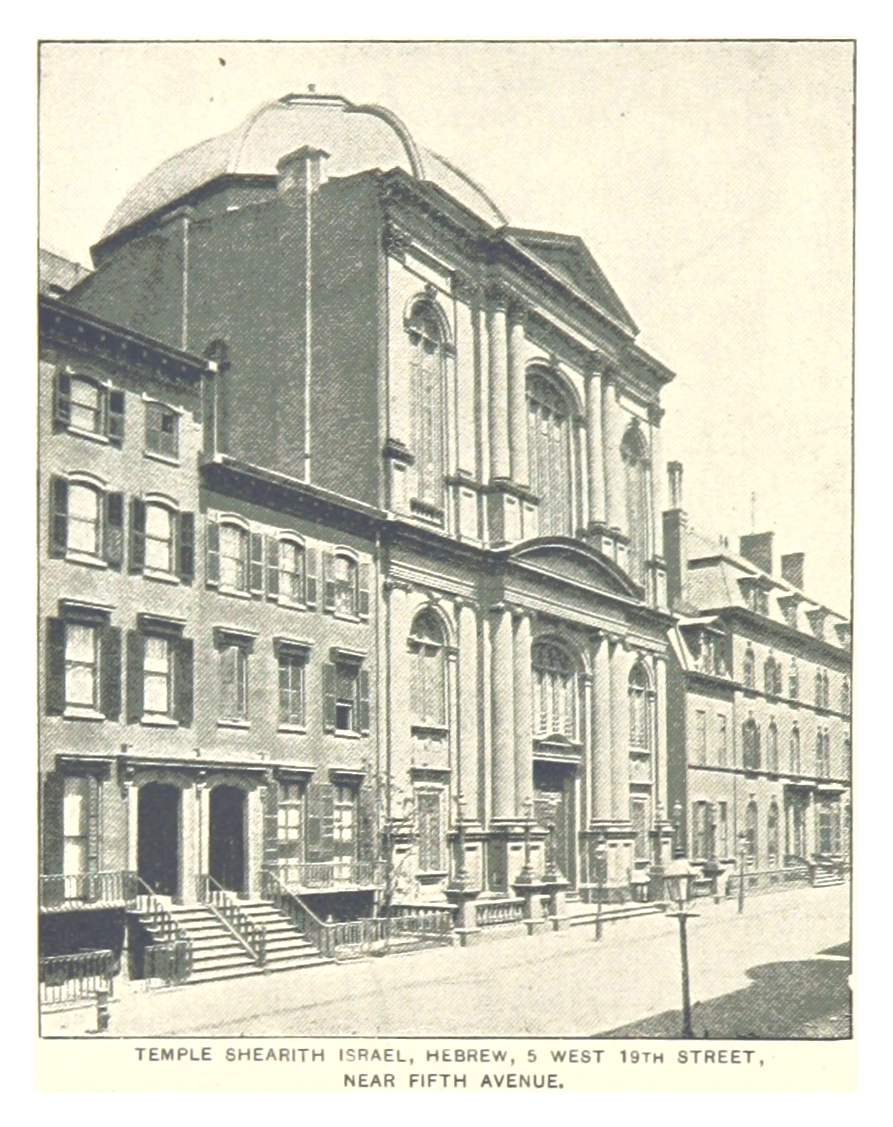
Temple Shearith Israel, 5 West 19th Street, 1893

O primeiro grupo de judeus espanhóis e portugueses era formado por vinte e três refugiados do Brasil holandês, que chegaram a Nova Amsterdã em setembro de 1654. Depois de serem inicialmente rejeitados pelo diretor anti-semita da Nova Holanda, Peter Stuyvesant, os judeus receberam permissão oficial para se estabelecer na colônia em 1655. Este ano marca a fundação da Congregação Shearith Israel. Embora tivessem permissão para ficar em New Amsterdam, eles enfrentaram discriminação e não receberam permissão para adorar em uma sinagoga pública por algum tempo (durante o período holandês e nos britânicos). A Congregação, no entanto, fez arranjos para um cemitério começando em 1656.
Só em 1730 a Congregação conseguiu construir uma sinagoga própria; foi construído na Mill Street (agora William Street) na parte baixa de Manhattan. Dizia-se que a sinagoga da Mill Street tinha acesso a uma nascente próxima que era usada como micvê para banhos rituais. Antes de 1730, conforme observado em um mapa de 1695 de Nova York, a congregação adorava em aposentos alugados na Beaver Street e, posteriormente, na Mill Street. Desde 1730, a Congregação tem adorado em cinco edifícios de sinagogas:
1. Mill Street, 1730
2. Mill Street reconstruída e ampliada, 1818
3. 60 Crosby Street, 1834
4. Rua 19, 1860
5. West 70th Street, 1897 (edifício atual)

O edifício atual foi amplamente remodelado em 1921.

## Grandes instituições judaicas
À medida que o judaísmo reformista americano avançava no final do século 19, muitos rabinos críticos do movimento reformista procuraram maneiras de fortalecer as sinagogas tradicionais. A Shearith Israel e seu rabino, Henry Pereira Mendes, estiveram à frente desses esforços. Rabi Mendes foi cofundador do American Jewish Theological Seminary (JTS) em 1886, a fim de treinar rabinos tradicionais. A escola deu suas primeiras aulas na Shearith Israel. Nos primeiros dias do JTS, ele ensinava e pesquisava rabínicos da mesma forma que era feito nas yeshivas tradicionais, em contraste com o Reform Hebrew Union College.
Doze anos depois, em 1896, Mendes era presidente interino do JTS. Ele promoveu a formação da União das Congregações Judaicas Ortodoxas da América (comumente conhecida como OU, a União Ortodoxa). Este grupo guarda-chuva da sinagoga forneceu uma alternativa à União das Congregações Hebraicas Americanas do movimento reformista.
Shearith Israel permaneceu alinhado com a tradição ortodoxa. Eventualmente, repudiou sua associação com o JTS. De certo modo, a Shearith Israel ajudou a criar três das maiores e mais significativas organizações religiosas judaicas nos Estados Unidos: JTS, OU e USCJ. Shearith Israel continua a ser membro apenas da União Ortodoxa.

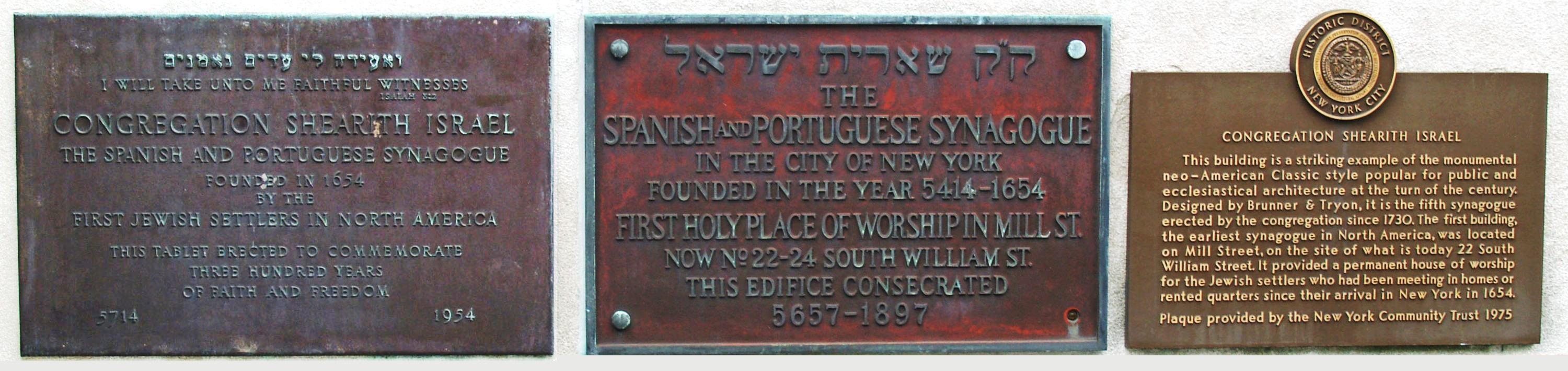
Placas de referência

## Clero

### Rabinos
- Benjamin Wolf[6]
- Gershom Mendes Seixas (não ordenado): Hazzan da Congregação e um ardente patriota americano; ele mudou a Congregação para a Filadélfia depois que os britânicos ocuparam a cidade durante a Guerra Revolucionária Americana.
- Moses LM Peixotto[7] (não ordenado)
- Isaac B. Seixas (1828-1839)
- Jacques Judah Lyons (1839-1877)
- Henry Pereira Mendes (1877-1920)
- David de Sola Pool - duas passagens (1907-1919 e 1921-1955). Ele foi contratado como rabino assistente em 1907 e saiu em 1919. Um ano depois, Mendes aposentou-se e a sinagoga passou por uma sucessão de candidatos até que de Sola Pool concordou em retornar em 1921. Herbert Goldstein foi anunciado como rabino, mas não subiu ao púlpito. O reverendo Joseph Corcos foi nomeado rabino interino.[4][8]
- Louis B. Gerstein (1956-1988)
- Marc D. Angel (1969-2007)
- Hayyim Angel (1995-2013)
- Meir Y. Soloveichik (2013-)

### Parnasim (presidentes)
- Luis Moises Gomez
- Moses Raphael Levi (1665–1728)

### Hazanim[9]
- Saul Moreno d. 1682[6]
- Saul Pardo (1657-1702)
- Abraham Haim de Lucena (1703? –1725)
- Moses Lopez de Fonseca (?? - 1736)
- David Mendes Machado (1736-1746)
- Benjamin Pereira (1748-1757)
- Isaac Cohen da Silva (1757–1758 e 1766–1768)
- Joseph Jessurun Pinto (1758–1766)
- Gershom Mendes Seixas (1768–1776 e 1784–1816)
- Isaac Touro (1780)
- Jacob Raphael Cohen (1782-1784)
- Eleazar S. Lazarus (1816-1820)
- Moses Levy Maduro Peixotto (1816-1828)
- Isaac Benjamin Seixas (1828–1839)
- Jacques Judah Lyons (1839-1877)
- David Haim Nieto (1878-1886)
- Abraham Haim Nieto (1886–1901)
- Isaac AH de la Penha (1902–1907)
- Isaac A. Hadad (1911–1913)
- Joseph M. Corcos (1919–1922)
- James Mesod Wahnon (1921-1941)
- Abraham Lopes Cardozo (1946–1986)
- Daniel Halfon (1978 - 1980)[10]
- Albert Gabbai (1983-1986)[11]
- Phil Sherman
- Ira Rohde

## Membros proeminentes
- Albert Cardozo – Juiz da Suprema Corte do Estado de Nova Iorque
- Benjamin N. Cardozo – juiz da Suprema Corte dos Estados Unidos, 1932–1937
- Judith Kaye – Juiz Chefe do Estado de Nova York, 1993–2008
- Emma Lazarus – poeta
- Commodore Uriah P. Levy – militar da Marinha dos Estados Unidos
- Edgar J. Nathan – Manhattan Borough President e juiz
- Mordecai Manuel Noah – dramaturgo, diplomata, e jornalista
- Isaac Pinto – redator do Siddur (Livro de orações judaico) no inglês